# 片岡龍也
片岡 龍也（かたおか たつや、1979年5月1日 - ）は、愛知県名古屋市出身のレーシングドライバー。

## プロフィール
- 身長：168cm
- 体重：70kg
- 血液型：RH+O型
- 愛車：トヨタ・ソアラ、トヨタ・MR-S、AMG GT 53 4Door Coupe

## 経歴

### 初期の経歴
1992年に12歳でカートレースデビュー。その後、全日本カート選手権で実績を上げ、1999年と2000年にFSAクラスで2年連続でチャンピオンに輝いた。
2000年にはフォーミュラトヨタレーシングスクール（FTRS）を受講し、初代スカラシップ生に選ばれた。翌年からフォーミュラ・トヨタに参戦しシリーズ2位。2002年からは、FTRSサポートドライバーとして全日本F3選手権にステップアップ、2003年はシリーズ3位を獲得。またこの年はマカオグランプリにも出走した（結果はリタイヤ）。

### フォーミュラ・ニッポン
2004年には全日本選手権フォーミュラ・ニッポンにデビューし、第3戦もてぎで表彰台（3位）に上った。2005年にはトヨタ・ヤングドライバーズ・プログラム（TDP）契約ドライバーとしてTeam LeMansに移籍し、第7戦富士では自己最上位の2位を記録し、シリーズ11位となった。2006年は第5戦オートポリスと第8戦もてぎ及び第9戦鈴鹿で3位を獲得してシリーズ7位となった。その後2007年はTDPから卒業し、前年と同じ体制で臨んだがシリーズ14位となり、2008年のシートを失った。

### 全日本GT選手権・SUPER GT
全日本GT選手権及びSUPER GTでは、2003年の第6戦もてぎラウンド・第7戦オートポリスにGT300クラスのセリカで初参戦し、スポット参戦した2戦共に優勝を飾った。
2004年はGT500クラスにステップアップし、TOYOTA TEAM TOM'Sの37号車のステアリングを握った（パートナーはジェームス・コートニー）。この年は、土屋武士／マルコ・アピチェラ組の36号車よりポイントランキングが上位であった。
2005年も、TOYOTA TEAM TOM'Sから山本左近と共に37号車で参戦。第4戦菅生ラウンドで初優勝を飾った。
2006年はフォーミュラ・ニッポン同様Team LeMansに移籍し、飯田章とのコンビとなったがシリーズ12位に終わった。
2007年はビヨン・ビルドハイムとのコンビに変わり、2度表彰台に上がりシリーズ9位となった。
2008年はKRAFTに移籍しピーター・ダンブレックとコンビを組み、シリーズ9位となった。
2009年からはGT300クラスのWedsSport Racing Team with BANDOHに移籍し、織戸学とのコンビでシリーズチャンピオンを獲得した。
2010年も同様の体制で臨み、シリーズ8位となった。
2011年2月21日に、チームのGT500クラスへのステップアップに伴って、LEXUS Team WedsSport BANDOHのドライバーとしてGT500クラスへと復帰することが発表された。
2012年はTeam BANDOHを離れ、GT300クラスの前年度チャンピオンチームであるGSR & Studie with TeamUKYOの0号車を谷口信輝と共にBMW・Z4をドライブ。1勝するも性能調整に苦しむかたちでシーズン5位に終わる。
2013年も同様の体制で望むが、ポイント圏外や鈴鹿1,000kmでのレース後の車両検車で失格になるも、終盤で2勝しシーズン3位に終わった。
2014年はスタディが離れたGSR & TeamUKYOから参戦、開幕2連勝を果たし、ウェイトハンデに苦しみながらも終盤でポイントを重ね、自身としては5年ぶりとなる2度目のシリーズチャンピオンを獲得した。
2015年は、ディフェンディングチャンピオンとして、また車種をメルセデスベンツSLSに変更して参戦する。しかしレギュレーションの影響もあってか全体的に苦戦が続き、最終戦で2位表彰台を獲得するも、結局、表彰台に乗ったレースは1年を通してこれのみというに終わった。
2016年では、前年と変わらず谷口信輝とのコンビで参戦。車種がSLSからAMGに変更となる。シーズンでは、開幕戦を2位と好調な滑り出しを見せたものの、ストレートスピードが極端に遅いという問題をかかえ苦戦が続く。それでも安定した成績を残し、また車も後半になるにつれて調子を上げていった結果、最終戦のもてぎでは3位表彰台を飾り、シーズン5位で終わる。またこの年はTOYOTA GAZOO Racingからニュルブルクリンク24時間レースにデビュー。レクサス・RC-FでSP PROクラス優勝を飾った。
2017年では、前年と同体制で参戦。開幕戦の岡山の予選にて2番手につける。決勝では、ポールでスタートをしたLEON AMGを交わし、3年ぶりに優勝を飾る。その後第6戦鈴鹿こそノーポイントだったが、第5戦、第7戦で2位表彰台を獲得するなど、着実にポイントを重ねていった。最終戦ツインリンクもてぎでは、予選Q2でGT300クラスのコースレコード1'46.076をマークしSUPER GTでは自身初のポールポジションを獲得。迎えた決勝を3位でフィニッシュし3年ぶりのGT300クラスチャンピオンを獲得した。また、初音ミクGTプロジェクト10周年を迎えるにあたり、谷口信輝・小林可夢偉と共にスパ・フランコルシャン24時間レースに挑戦した。予選のクラッシュにより車両は全損、AMGの協力の下、初音ミクが描かれた左ドア以外を交換し決勝に臨むも、残り13時間20分というところでクラッシュに巻き込まれ、リタイアに終わった。

### チーム監督等
カートではトヨタヤマハレーシングチームの監督、フォーミュラでもTGR-DCレーシングスクール（旧称FTRS、フォーミュラトヨタ・レーシングスクール）の講師としてトヨタの若手育成を精力的に行っており、2024年には同スクールの校長にも就任している。
2017年にはレーシングチーム『T's concept』（後のROOKIE Racing）を立ち上げてさらに育成に力を入れる。初年度はトヨタ・86でスーパー耐久のST-4クラスに参戦した。また同じく2017年からチームルマンのスーパーフォーミュラ活動の監督にも就任した。
2022年までROOKIE Racingの監督を務めていたが、2023年は監督を辞めジュリアーノ・アレジの個人アドバイザーとなった。2025年より新たにトヨタ陣営に移行したTGM Grand Prixの監督に就任した。

## レース戦績
- 1993年 - SLカートシリーズ中部地方選手権スポット
- 1994年 - 中部地方選手権シリーズ
- 1995年 - 全日本カート選手権・FAクラス
- 1996年 - 全日本カート選手権・FAクラス
- 1997年 - 全日本カート選手権・FAクラス
- 1998年 - 全日本カート選手権・FSAクラス
- 1999年 - 全日本カート選手権・FSAクラス（シリーズチャンピオン）
- 2000年
  - 全日本カート選手権・FSAクラス（シリーズチャンピオン）
  - ALL JAPAN FUJI GT・ヴィッツレース（#35 ヴィッツ／SCP10）（決勝27位）
  - フォーミュラトヨタレーシングスクール受講（スカラシップ獲得）
- 2001年 - フォーミュラトヨタシリーズ（TOM'S SPIRIT #7 ウルトラフロースカラシップFT／FT20）（シリーズ2位・2勝）
- 2002年
  - 全日本F3選手権（TOM'S #36 TOM'S F302／ダラーラF302 3S-GE）（シリーズ6位・1勝）
  - F3マールボロ・マスターズ（26位）
  - F3マカオGP（リタイヤ）
  - F3コリア・スーパープリ（スイス・レーシング #33 ダラーラF302・オペル）（24位）
  - 第9回十勝24時間レース（#59 FTRS ALTEZZA）（総合21位）
- 2003年　
  - 全日本F3選手権（TOM'S #36 ZENT TOM'S F302／ダラーラF302 3S-GE）（シリーズ3位・1勝）
  - 全日本GT選手権・GT300クラス＜Rd.6&7 スポット参戦＞（シグマテックレーシングチーム #71 シグマDUNLOPセリカ／CELICA ZZT231 3S-GTE）（シリーズ9位・2勝）
  - スーパー耐久シリーズ・グループN+＜Rd.1&6欠場＞（ARTA with KRAFT #55 ARTA FOS アルテッツァ）（シリーズ2位）
  - 第32回インターナショナルPokka1000km・GT300クラス（シグマテックレーシングチーム #71 シグマDUNLOPセリカ／CELICA ZZT231 3S-GTE）（総合5位・クラス優勝）
- 2004年
  - 全日本選手権フォーミュラ・ニッポン（LeMans Spirit #25／ローラB351 MF308）（シリーズ8位）
  - 全日本GT選手権・GT500クラス（TEAM TOYOTA TOM'S #37 DYNACITYトムススープラ／SUPRA JZA80 3UZ-FE）（シリーズ6位）
  - スーパー耐久シリーズ・グループN+＜Rd.6&7 スポット参戦＞（AUTOBACS RACING TEAM AGURI #55 ARTA FOS アルテッツァ）
- 2005年
  - 全日本選手権フォーミュラ・ニッポン（Forum Engineering Team LeMans #7／ローラB351 MF308）（シリーズ11位）
  - 全日本GT選手権・GT500クラス（TEAM TOYOTA TOM'S #37  OPEN INTERFACE TOM'S SUPRA／SUPRA JZA80 3UZ-FE）（シリーズ7位）
- 2006年
  - 全日本選手権フォーミュラ・ニッポン（Team LeMans #7／ローラB06/51 RJ8V）（シリーズ7位）
  - SUPER GT・GT500クラス（Mobil 1 TOYOTA Team LeMans #6 Mobil 1 SC／SC430 UZZ40 3UZ-FE）（シリーズ12位）
  - 全日本スポーツカー耐久選手権・GT1クラス（HITOTSUYAMA RACING #20 DUNLOP Ferrari 550 GT1）（シリーズチャンピオン・2勝）
- 2007年
  - 全日本選手権フォーミュラ・ニッポン（Forum Engineering Team LeMans #7／ローラB06/51 RJ8V）（シリーズ14位）
  - SUPER GT・GT500クラス（Forum Eng.TOYOTA Team LeMans #6 Forum Eng.SC430／SC430 UZZ40 3UZ-FE）（シリーズ9位）
- 2008年
  - SUPER GT・GT500クラス（TOYOTA TEAM KRAFT #35 宝山 KRAFT SC430／SC430 UZZ40 3UZ-FE）（シリーズ9位）
  - スーパー耐久シリーズ・ST-class1（PETRONAS SYNTIUM TEAM #28 PETRONAS SYNTIUM BMW Z4M COUPE）（シリーズチャンピオン・4勝）
  - ル・マン24時間耐久レース・LMP1クラス（DOME Racing Team #11 童夢 S102）（決勝33位）
- 2009年
  - SUPER GT・GT300クラス（RACING PROJECT BANDOH #19 ウェッズスポーツIS350／ISC350 GSE21 RV8J）（シリーズチャンピオン・1勝）
  - スーパー耐久シリーズ・ST-1クラス（PETRONAS SYNTIUM TEAM #28 PETRONAS SYNTIUM BMW Z4M COUPE）（シリーズ3位）
- 2010年
  - SUPER GT・GT300クラス（RACING PROJECT BANDOH #19 ウェッズスポーツIS350／ISC350 GSE21 RV8J）（シリーズ8位）
  - D1ストリートリーガル（Team UP GARAGE with BANDOH/AE86トレノ)
  - スーパー耐久シリーズ・ST-1クラス（PETRONAS SYNTIUM TEAM #28 PETRONAS SYNTIUM BMW Z4M COUPE）（シリーズ2位）
- 2011年
  - SUPER GT・GT500クラス（LEXUS TEAM WedsSport BANDOH #19 WedsSport ADVAN SC430／LEXUS SC430 UZZ40 RV8KG）（シリーズ13位）
  - D1グランプリ（Team UP GARAGE with BANDOH/AE86トレノ）（シリーズ40位）
- 2012年
  - SUPER GT・GT300クラス（GSR & Studie with TeamUKYO #0 GSR 初音ミク BMW／BMW Z4 GT3）（シリーズ5位・1勝）
  - D1グランプリ（Team UP GARAGE with BANDOH/A80型スープラ）
- 2013年 - SUPER GT・GT300クラス（GSR & Studie with TeamUKYO #4 GSR 初音ミク BMW／BMW Z4 GT3）（シリーズ3位・2勝）
- 2014年 - SUPER GT・GT300クラス（GOODSMILE RACING & TeamUKYO #4 グッドスマイル 初音ミク Z4／BMW Z4 GT3）（シリーズチャンピオン・2勝）
- 2015年
  - SUPER GT・GT300クラス（GOODSMILE RACING & TeamUKYO #0 グッドスマイル 初音ミク SLS／Mercedes-Benz SLS AMG GT3）（シリーズ12位）
  - スーパー耐久シリーズ・ST-X+クラス（フィールドモータースポーツ #16 REAF REAL ESTATE KiiVA BMW／BMW Z4 GT3）（シリーズ2位）
- 2016年
  - SUPER GT・GT300クラス（GOODSMILE RACING & TeamUKYO #4 グッドスマイル 初音ミク AMG／Mercedes-AMG GT3）（シリーズ7位）
  - スーパー耐久シリーズ・ST-Xクラス（フィールドモータースポーツ #16 REAF REAL ESTATE KiiVA BMW／BMW Z4 GT3）（シリーズ7位）
  - ニュルブルクリンク24時間レース・SP-PROクラス（TOYOTA GAZOO Racing with TOM'S #36 LEXUS RC F）（総合24位・クラス優勝）
- 2017年
  - SUPER GT・GT300クラス（GOODSMILE RACING & TeamUKYO #4 グッドスマイル 初音ミク AMG／Mercedes-AMG GT3）（シリーズチャンピオン・1勝）
  - スパ・フランコルシャン24時間レース・PROクラス（GOODSMILE RACING & TeamUKYO #00／Mercedes-AMG GT3）（決勝：リタイア）
- 2018年 - SUPER GT・GT300クラス（GOODSMILE RACING & TeamUKYO #4 グッドスマイル 初音ミク AMG／Mercedes-AMG GT3）（シリーズ4位）
- 2019年 - SUPER GT・GT300クラス（GOODSMILE RACING & TeamUKYO #4 グッドスマイル 初音ミク AMG／Mercedes-AMG GT3）（シリーズ4位）
- 2020年 - SUPER GT・GT300クラス（GOODSMILE RACING & TeamUKYO #4 グッドスマイル 初音ミク AMG／Mercedes-AMG GT3）（シリーズ8位）
- 2021年 - SUPER GT・GT300クラス（GOODSMILE RACING & TeamUKYO #4 グッドスマイル 初音ミク AMG／Mercedes-AMG GT3）（シリーズ10位）
- 2022年 - SUPER GT・GT300クラス（GOODSMILE RACING & TeamUKYO #4 グッドスマイル 初音ミク AMG／Mercedes-AMG GT3）（シリーズ9位）

### 全日本フォーミュラ3選手権
| 年     | チーム | エンジン | クラス | 1        | 2        | 3      | 4      | 5        | 6      | 7      | 8      | 9      | 10     | 11     | 12     | 13     | 14      | 15     | 16     | 17     | 18     | 19     | 20     | 順位 | ポイント |
| ------ | ------ | -------- | ------ | -------- | -------- | ------ | ------ | -------- | ------ | ------ | ------ | ------ | ------ | ------ | ------ | ------ | ------- | ------ | ------ | ------ | ------ | ------ | ------ | ---- | -------- |
| 2002年 | TOM'S  | トヨタ   | A      | TSU1 Ret | TSU2 3   | SUZ1 5 | SUZ2 3 | FSW1 Ret | FSW1 1 | MIN1 5 | MIN2 3 | TRM1 7 | TRM2 8 | SUZ1 7 | SUZ2 9 | SUG1 7 | SUG2 10 | SEN1 4 | SEN2 9 | TAI1 7 | TAI2 7 | TRM1 6 | TRM2 4 | 6位  | 125      |
| 2003年 | TOM'S  | トヨタ   |        | SUZ1 11  | SUZ2 Ret | FSW1 2 | FSW1 2 | TAI1 2   | TAI2 2 | TRM1 3 | TRM2 4 | SUZ1 4 | SUZ2 4 | SUG1 4 | SUG2 3 | TSU1 2 | TSU2 1  | SUG1 5 | SUG2 2 | MIN1 2 | MIN2 4 | TRM1 5 | TRM2 5 | 3位  | 207      |

- 太字はポールポジション、斜字はファステストラップ。(key)

### フォーミュラ・ニッポン
| 年     | チーム                        | エンジン | 1      | 2       | 3       | 4       | 5       | 6       | 7       | 8      | 9      | 順位 | ポイント |
| ------ | ----------------------------- | -------- | ------ | ------- | ------- | ------- | ------- | ------- | ------- | ------ | ------ | ---- | -------- |
| 2004年 | LeMans Spirit                 | 無限     | SUZ 10 | SUG 11  | TRM 3   | SUZ 13  | SUG Ret | MIN 4   | SEP 5   | TRM 4  | SUZ 12 | 8位  | 12       |
| 2005年 | Forum Engineering Team LeMans | 無限     | TRM 7  | SUZ 8   | SUG 8   | FSW Ret | SUZ Ret | MIN 7   | FSW 2   | TRM 6  | SUZ 7  | 11位 | 7        |
| 2006年 | Team LeMans                   | トヨタ   | FSW 13 | SUZ 7   | TRM Ret | SUZ 6   | AUT 3   | FSW Ret | SUG 9   | TRM 3  | SUZ 3  | 7位  | 13       |
| 2007年 | Forum Engineering Team LeMans | トヨタ   | FSW 7  | SUZ Ret | TRM Ret | OKA 9   | SUZ Ret | FSW Ret | SUG Ret | TRM 10 | SUZ 7  | 14位 | 4        |

(key)

### 全日本GT選手権/SUPER GT
| 年     | チーム                       | 使用車両                        | クラス | 1      | 2       | 3      | 4      | 5       | 6       | 7       | 8      | 9      | 順位 | ポイント |
| ------ | ---------------------------- | ------------------------------- | ------ | ------ | ------- | ------ | ------ | ------- | ------- | ------- | ------ | ------ | ---- | -------- |
| 2003年 | シグマテックレーシングチーム | トヨタ・セリカ                  | GT300  | TAI    | FSW     | SUG    | FSW    | FSW     | TRM 1   | AUT 1   | SUZ    |        | 9位  | 44       |
| 2004年 | TOYOTA TEAM TOM'S            | トヨタ・スープラ                | GT500  | TAI 11 | SUG 3   | SEP 5  | TOK 5  | TRM 4   | AUT 6   | SUZ 6   |        |        | 6位  | 44       |
| 2005年 | TOYOTA TEAM TOM'S            | トヨタ・スープラ                | GT500  | OKA 6  | FSW 6   | SEP 13 | SUG 1  | TRM 8   | FSW 7   | AUT Ret | SUZ 7  |        | 7位  | 43       |
| 2006年 | Mobil 1 TOYOTA Team LeMans   | レクサス・SC430                 | GT500  | SUZ 6  | OKA 11  | FSW 2  | SEP 14 | SUG 9   | SUZ Ret | TRM 4   | AUT 13 | FSW 5  | 12位 | 41       |
| 2007年 | Forum Eng TOYOTA Team LeMans | レクサス・SC430                 | GT500  | SUZ 4  | OKA 14  | FSW 3  | SEP 9  | SUG DNS | SUZ 9   | TRM 3   | AUT 8  | FSW 16 | 9位  | 38       |
| 2008年 | TOYOTA TEAM KRAFT            | レクサス・SC430                 | GT500  | SUZ 6  | OKA 6   | FSW 5  | SEP 10 | SUG 2   | SUZ 10  | TRM 6   | AUT 15 | FSW 6  | 9位  | 45       |
| 2009年 | RACING PROJECT BANDOH        | レクサス・IS350                 | GT300  | OKA 1  | SUZ 8   | FSW 5  | SEP 2  | SUG 5   | SUZ 6   | FSW 4   | AUT 3  | TRM 3  | 1位  | 85       |
| 2010年 | RACING PROJECT BANDOH        | レクサス・IS350                 | GT300  | SUZ 3  | OKA 14  | FSW 4  | SEP 9  | SUG Ret | SUZ 4   | FSW C   | TRM 7  |        | 8位  | 33       |
| 2011年 | LEXUS TEAM WedsSport BANDOH  | レクサス・SC430                 | GT500  | OKA 15 | FSW 3   | SEP 11 | SUG 8  | SUZ 11  | FSW 13  | AUT 7   | TRM 11 |        | 13位 | 18       |
| 2012年 | GSR&Studie with TeamUKYO     | BMW・Z4 GT3                     | GT300  | OKA 3  | FSW 1   | SEP 12 | SUG 7  | SUZ Ret | FSW 8   | AUT 5   | TRM 4  |        | 5位  | 52       |
| 2013年 | GSR&Studie with TeamUKYO     | BMW・Z4 GT3                     | GT300  | OKA 2  | FSW 9   | SEP 6  | SUG 15 | SUZ DSQ | FSW 1   | AUT 1   | TRM 4  |        | 3位  | 70       |
| 2014年 | GOODSMILE RACING & TeamUKYO  | BMW・Z4 GT3                     | GT300  | OKA 1  | FSW 1   | AUT 16 | SUG 15 | FSW 4   | SUZ 5   | CHA 3   | TRM 3  |        | 1位  | 78       |
| 2015年 | GOODSMILE RACING & TeamUKYO  | メルセデス・ベンツ・SLS AMG GT3 | GT300  | OKA 5  | FSW 5   | CHA 13 | FSW 18 | SUZ 8   | SUG 16  | AUT 7   | TRM 2  |        | 12位 | 35       |
| 2016年 | GOODSMILE RACING & TeamUKYO  | メルセデスAMG・GT3              | GT300  | OKA 2  | FSW 18  | SUG 7  | FSW 5  | SUZ 5   | CHA 8   | TRM 18  | TRM 3  |        | 7位  | 47       |
| 2017年 | GOODSMILE RACING & TeamUKYO  | メルセデスAMG・GT3              | GT300  | OKA 1  | FSW 11  | AUT 5  | SUG 4  | FSW 2   | SUZ 19  | CHA 2   | TRM 3  |        | 1位  | 77       |
| 2018年 | GOODSMILE RACING & TeamUKYO  | メルセデスAMG・GT3              | GT300  | OKA 8  | FSW 5   | SUZ 8  | CHA 7  | FSW 2   | SUG 3   | AUT 19  | TRM 3  |        | 4位  | 56       |
| 2019年 | GOODSMILE RACING & TeamUKYO  | メルセデスAMG・GT3              | GT300  | OKA 8  | FSW 6   | SUZ 4  | CHA 12 | FSW 8   | AUT 4   | SUG 2   | TRM 5  |        | 4位  | 47.5     |
| 2020年 | GOODSMILE RACING & TeamUKYO  | メルセデスAMG・GT3 Evo          | GT300  | FSW 9  | FSW 27  | FSW 8  | TRM 9  | FSW 8   | SUZ 3   | TRM 2   | FSW 15 |        | 8位  | 36       |
| 2021年 | GOODSMILE RACING & TeamUKYO  | メルセデスAMG・GT3 Evo          | GT300  | OKA 14 | FSW 8   | SUZ 3  | TRM 5  | SUG 23  | AUT 6   | TRM Ret | FSW 4  |        | 10位 | 33       |
| 2022年 | GOODSMILE RACING & TeamUKYO  | メルセデスAMG・GT3 Evo          | GT300  | OKA 7  | FSW 16  | SUZ 11 | FSW 13 | SUZ 1   | SUG 26  | AUT 6   | MOT 7  |        | 9位  | 33       |
| 2023年 | GOODSMILE RACING & TeamUKYO  | メルセデスAMG・GT3 Evo          | GT300  | OKA 9  | FSW Ret | SUZ 18 | FSW 12 | SUZ 5   | SUG 5   | AUT 6   | MOT 11 |        | 14位 | 20       |
| 2024年 | GOODSMILE RACING & TeamUKYO  | メルセデスAMG・GT3 Evo          | GT300  | OKA 9  | FSW 4   | SUZ 12 | FSW 2  | SUZ 10  | SUG 20  | AUT 16  | MOT 10 |        | 8位  | 20       |
| 2025年 | GOODSMILE RACING & TeamUKYO  | メルセデスAMG・GT3 Evo          | GT300  | OKA 4  | FSW     | SEP    | FSW    | SUZ     | SUG     | AUT     | MOT    |        | 4位* | 14*      |

- 太字はポールポジション、斜字はファステストラップ。(key)

### 全日本スポーツカー耐久選手権
| 年     | チーム             | 使用車両            | クラス | 1     | 2     | 3     | 順位 | ポイント |
| ------ | ------------------ | ------------------- | ------ | ----- | ----- | ----- | ---- | -------- |
| 2006年 | HITOTSUYAMA RACING | フェラーリ・550 GT1 | LMGT1  | SUG 1 | TRM 1 | OKA 3 | 1位  | 13       |

### ル・マン24時間レース
| 年     | チーム           | コ・ドライバー    | 使用車両   | クラス | 周回 | 総合順位 | クラス順位 |
| ------ | ---------------- | ----------------- | ---------- | ------ | ---- | -------- | ---------- |
| 2008年 | DOME Racing Team | 立川祐路 伊藤大輔 | 童夢・S102 | LMP1   | 272  | 33位     | 11位       |

## CM出演
2004年に、レース中ピット作業時にハンバーガーを食べてしまうというマクドナルドのCMが放送されていたが、ドライブは本人によるもの。

## エピソード
- 2003〜2005年に鈴鹿サーキットクイーンを務めた片岡舞衣（真移）は実妹である。
- 体型をいじられる事が多く、小学生の頃はあだ名が「ジャイアン」だったという[9]。フォーミュラ・ニッポン時代にも担当エンジニアからも体重がハンデになっている事を指摘されている。GT300クラスでチームメイトの谷口信輝は、「片岡に合わせてシートを作るから、自分だと緩くてロデオボーイ状態で走らないといけないから腰がしんどい」と語っていた[10]。

- ドリフトも嗜んでおり、ドリフト専用車としてA80スープラを所有している。時々トヨタのモータースポーツイベントでは定常円旋回や8の字を披露することもある。さらにD-DOGシリーズの企画でブレーキングドリフトや3速進入をマスターするなど、ドリフトテクニックの基礎能力は高い。
  - 2010年から2014年にかけてはドリフト競技への参戦も行っており、2010年にはD1ストリートリーガルにAE86スプリンタートレノ、2011年にはD1グランプリにA80スープラで参戦。2012年はD1GPフル参戦を開始し、第2戦の鈴鹿では、SUPER GTでチームメイトである谷口信輝との追走に挑んだが敗退。翌2013年もマシンの車種自体は引き続きA80スープラだが、織戸学が2010・2011年に使用していた車両を使用して参戦した。